# Драгівська сільська рада
| Драгівська сільська рада — колишній орган місцевого самоврядування у Хустському районі Закарпатської області з адміністративним центром у с. Драгово. Сільській раді були підпорядковані населені пункти: - с. Драгово - с. Забереж - с. Кічерели - с. Становець |

## Склад ради
Рада складалася з 22 депутатів та голови.

## Керівний склад сільської ради
| ПІБ                           | Основні відомості                                                 | Дата обрання | Дата звільнення |
| ----------------------------- | ----------------------------------------------------------------- | ------------ | --------------- |
| Купріянова Христина Василівна | Сільський голова, 1944 року народження, освіта, позапартійна      | 26.03.2006   | 31.10.2010      |
| Керита Михайло Васильович     | Сільський голова, 1960 року народження, освіта вища, безпартійний | 31.10.2010   |                 |

Примітка: таблиця складена за даними джерела